# Vorrei ma non posto
Vorrei ma non posto è un singolo dei rapper italiani J-Ax e Fedez, pubblicato il 6 maggio 2016 come primo estratto dall'album in studio Comunisti col Rolex.

## Descrizione
Prodotto dal duo Takagi & Ketra, Vorrei ma non posto è un brano principalmente dancehall con influenze hip hop e surf music, e accostato dalla critica al brano Roma-Bangkok di Baby K con Giusy Ferreri (prodotto anch'esso dal duo); il testo rappresenta invece una fotografia generale della società degli anni 2010, le cui vicende interne ruotano intorno alla dimensione tecnologica dei social network, paragonando nel ritornello la ciclicità delle stagioni a quella della corruzione in Italia. I cantanti puntano così su una sorta di moralismo in chiave ironica, accompagnando il testo del brano alla sonorità tipica del loro trascorso discografico.

## Video musicale
Lo stesso giorno è uscito su YouTube un video musicale per accompagnare l'uscita di "Vorrei ma non posto". È stato diretto da Mauro Russo e girato in un campo nomadi di Reggio Emilia.

## Controversie
Pochi giorni prima della pubblicazione ufficiale di Vorrei ma non posto, la canzone fu abbinata allo spot pubblicitario del cornetto Algida, ma un gruppo di rettori universitari decise di fare un esposto dove chiedeva di rimuovere dallo spot pubblicitario la frase «compreremo un altro esame all'università» contenuta nel ritornello, in quanto, secondo l'esposto, «svilisce il lavoro di coloro che operano onestamente in quel settore».

A tal proposito, Fedez rispose che «è come se tutte le persone oneste avessero chiesto di censurare In questo mondo di ladri di Venditti», sottolineando successivamente come la strofa incriminata possa avere interpretazioni differenti volte a dimostrino le pecche del sistema universitario italiano:

## Tracce
1. Vorrei ma non posto – 3:47

## Classifiche

### Classifiche settimanali
| Classifica (2016) | Posizione massima |
| ----------------- | ----------------- |
| Italia            | 1                 |

### Classifiche di fine anno
| Classifica (2016) | Posizione |
| ----------------- | --------- |
| Italia            | 5         |